# Asteromyia carbonifera
Asteromyia carbonifera är en tvåvingeart som först beskrevs av Osten Sacken 1862.  Asteromyia carbonifera ingår i släktet Asteromyia och familjen gallmyggor. Inga underarter finns listade i Catalogue of Life.